# Paul Helmreich
Paul Helmreich (als Benediktiner auch Victor Hyazinth Helmreich; * 1579 in Wien; † 3. Juli 1631 in Grimma; Nobilitierung 1610) war ein deutscher Theologe und Geistlicher.

## Leben

### Ausbildung und Zeit als Katholik
Helmreich war Sohn eines Handwerkes, der 1577 von Nürnberg nach Wien kam. Da es in Wien keine evangelische Schule gab, besuchte er das Wiener Jesuitenkolleg. Nachdem er seine Eltern verloren hatte, überredeten ihn die Jesuiten zum katholischen Glauben überzutreten. Er erlangte dann zunächst den Bakkalaureusgrad, um 1599 dann den Magistergrad in Philosophie und lehnte anschließend die Aufnahme in den Jesuitenorden ab. Er wurde stattdessen in den Dominikanerorden aufgenommen und folgte kurz darauf einem Ruf des Bamberger Fürstbischofs Johann Philipp von Gebsattel nach Bamberg. Dort lehrte er im noch jungen Bamberger Seminar Mathematik und Astronomie sowie im Dominikanerkloster Bamberg Logik und Rhetorik. Nachdem er bereits einige Jahre dort gelehrt hatte, wurde er vom Fürstbischof auf eine Reise nach Kärnten mitgenommen. Von dieser Reise wurde er 1605 nach Wien zurückgerufen.
Helmreich bekam im Wiener Stephansdom den Doktor der Theologie verliehen und vom Päpstlichen Nuntius einen goldenen Ring überreicht. Dort machte er Bekanntschaft mit dem Wiener Bischof Melchior Khlesl. Er trat unter Versprechung baldiger Beförderung in den Dienst des Bischofs, übersetzte für ihn vom Deutschen ins Lateinische und führte die Geschäfte für ihn. Der Bischof fiel allerdings beim Kaiser Rudolf in Ungnade, da er den späteren Kaiser Matthias bei Intrigen gegen den Kaiser unterstützte. Er sollte später der Kanzler des Kaisers Matthias werden, doch zunächst musste der Bischof untertauchen. Deshalb setzte sich Helmreich nach Salzburg ab.
Auf Empfehlung des Apostolischen Nuntius wurde Helmreich zum Konsistorialrat in Salzburg und Hofprediger des Fürsterzbischofs Wolf Dietrich von Raitenau ernannt. Khlesl sorgte allerdings dafür, dass Helmreich in Salzburg keine weitere Beförderung zuteilwerden sollte. Deshalb wandte sich Helmreich mit päpstlicher Erlaubnis dem Benediktinerorden zu. In diesem erhielt er den Ordensnamen Viktor Hyazinth. Er sollte dort Abt des Klosters Mondsee werden. Allerdings verhinderte Khlesel auch diese Ernennung. Er verschaffte Helmreich allerdings eine Anstellung, als Geistlicher im Dekanat von Kirnberg an der Mank.

### Abwendung von der katholischen Kirche und lutherische Zeit
Helmreich erhielt in dieser Zeit von Kirche und Herrschaft die Erlaubnis den Schematismus Martin Luthers anhand der verbotenen Bücher zu studieren und zu widerlegen. Dies tat er in der Folgezeit und wurde darauf als Anerkennung von Kaiser Rudolf in den Adelstand erhoben. Doch beim Studium der Schriften kamen ihm Zweifel am katholischen Glauben auf. Diese wurden bei Gesprächen 1614 in Nürnberg gestärkt. Im März 1618 wandte er sich über Regensburg abermals nach Nürnberg. Dort erhielt er etwas Geld und verschiedene Empfehlungsschreiben. Es schloss sich eine Odyssee über Bayreuth, Coburg, Weimar nach Jena an. Dort erhielt er Unterricht in der Lutherischen Theologie, überwarf sich aber mit den Theologen und kehrte zurück nach Weimar. Dort lebte er verarmt und konnte erst Januar 1619 mit einem Empfehlungsschreiben Herzogs Johann Ernst nach Nürnberg zurückkehren.
Helmreich konnte in Nürnberg sowie an der Universität Altdorf keine Anstellung erreichen. Auch in Ansbach erhielt er Anerkennung, allerdings ebenso dort keine Anstellung. Er ging daher weiter auf Reise und kam schließlich 1622 an die Universität Wittenberg. Dort wurde er durch die Theologische Fakultät als außerordentlicher Professor der Kirchengeschichte vorgeschlagen. Der Herzog hielt allerdings die bestehende ordentliche Professur der Geschichte für ausreichend. Doch nahm sich nun die Witwe des sächsischen Kurfürsten Sophia von Brandenburg um ihn an. Am 27. Dezember 1624 wurde er Geistlicher in Lausigk und endlich am 10. Januar 1627 Pastor und Superintendent von Grimma.

## Werke (Auswahl)
- Symbola Genethliaca, In Honorem Admodum Reverendi, Horitz, Bamberg 1602.
- Clypeus Christianismi, 1625.
- Speculum connubiale, 1628.